# Teler de Jacquard

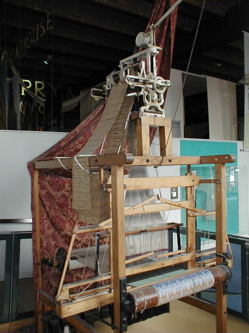
Teler Jacquard al Museu de la ciència i la indústria, a Manchester (Anglaterra).

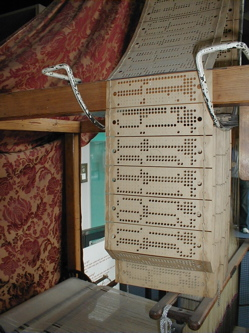
Targetes perforades d'un teler de Jacquard.

El teler de Jacquard  és un teler mecànic inventat per Joseph Marie Jacquard el 1801. L'artefacte utilitzava targetes perforades per aconseguir teixir la roba seguint uns patrons, permetent que fins i tot els usuaris més inexperts poguessin elaborar complexos dissenys. La invenció es basava en els instruments que anteriorment van dissenyar Basile Bouchon (1725), Jean Falcon (1728) i Jacques Vaucanson (1740), tots ells de nacionalitat francesa.
Tot i que sempre s'ha denominat teler de Jacquard (o màquina jacquard), el teler en si és la màquina inferior que interseca els fils per a produir la tela, mentre que el que veritablement va inventar Jacquard és la màquina que produeix el moviment independent dels fils d'ordit per aconseguir el dibuix demanat a través de les armures o lligaments inserits en les diferents zones del teixit.

## Evolució

### Vincenzi
Les primeres màquines desenvolupades a partir del teler de Jacquard, anomenades  Vincenzi , necessitaven uns cartons menys voluminosos i eren d'un manteniment més fàcil, tot i que utilitzaven el mateix tipus de cartró perforat per al moviment directe de les agulles que feien pujar i baixar els fils, la qual cosa implicava una mobilitat limitada en el temps.

### Verdol
Més tard va aparèixer el tipus  Verdol , en el qual el cartró passava a ser paper continu amb un mecanisme transversal que duplicava la velocitat de la màquina. Actualment el paper perforat ha estat substituït per senyals electrònics que fan reaccionar uns electroimants que activen o desactiven el moviment de les arcades de la muntura que mou els fils triplicant la velocitat de les màquines anteriors.
En l'apartat de velocitats, com a exemple sobre telers mecànic-electrònics podrem observar que mentre un teler anys 1960 Vincenzi girava a uns 70 rpm, les Verdol anys 80 giraven a 200 i actualment les electròniques poden girar a més de 600 rpm.

### El precursor de la programació
El Teler de Jacquard s’ha considerat el precursor de la programació dels ordinadors pel sistema usat, basat en la idea de l'automatització. Si bé els ordinadors són una tecnologia del segle xx, és cert que alguns invents del segle XIX i la xarxa de pensaments de les persones van esdevenir clau per al desenvolupament d’una de les majors revolucions de la tecnologia del segle xix.
Per establir una relació entre el teler i l’ordinador cal entendre el seu funcionament.
El teler és una eina amb un mecanisme que teixeix i que sosté el material que s’està teixint. Una de les parts imprescindibles és el fil per embolcallar, que esdevé la base del material a teixir; aquest fil es troba verticalment, de manera que els altres fils l’enreden horitzontalment i van fent el patró desitjat. Depenent de la disposició dels fils es crearan diferents patrons i textures.
El teler de Jacquard aprofita aquest procés però amb certes modificacions que el van convertir en una innovació sorprenent. Per crear els patrons utilitza un sistema de targetes perforades amb les que es forma una cadena entre les mateixes, i gràcies a un ganxo que passa per les perforacions, es controla el fil i es crea el patró o textura final.
Per altra banda, la programació es podria definir com l’acte d’ordenar i fer accions per tal de poder realitzar un projecte. És a dir, que la màquina de Jacquard realment estaria programant, ja que permetia fer un patró gràcies a les targetes ordenades que realitzaven un projecte.
Amb això entès, podem veure com podem utilitzar el sistema de frases condicionals de la programació amb el telar:
If(perforació == true){
Ganxo_passa();
}else{
Ganxo_nopassa(); };
Juntament amb la Màquina Analítica de Charles Babbage, Ada Lovelace va aconseguir crear el primer algoritme dissenyat per ser processat per una màquina al segle XIX, amb el que se la considera la primera programadora de la història.

## Funcionament
Per entendre el teler Jacquard, són necessaris alguns coneixements bàsics de teixit. Els fils paral·lels s'estiren a través d'un marc rectangular (el "teler"). Per al drap llis, cada fil de l'ordit s'aixeca. Es passa llavors un altre fil entre els fils d'ordit inferiors i superiors. A continuació, els fils d'ordit elevats es baixen, els fils alternatius s'eleven i el fil de trama es passa a través del cobert en la direcció oposada. Amb centenars d'aquests cicles, el drap es crea gradualment.
En elevar diferents fils d'ordit  i usar fils de color a la trama, la textura, el color, el disseny i el patró es poden variar per a crear una gran quantitat de teles diferents. Teixir patrons elaborats o dissenys manualment és un procediment lent i complicat subjecte a error i per solucionar això el teler Jacquard tenia la intenció d'automatitzar aquest procés.
Un teler amb 400 ganxos podia tenir connectats fins a quatre fils per ganxo, produint així una tela amb una amplada de 1600 fils, i amb un patró compost per la combinació de les repeticions de quatre bandes.

## Història

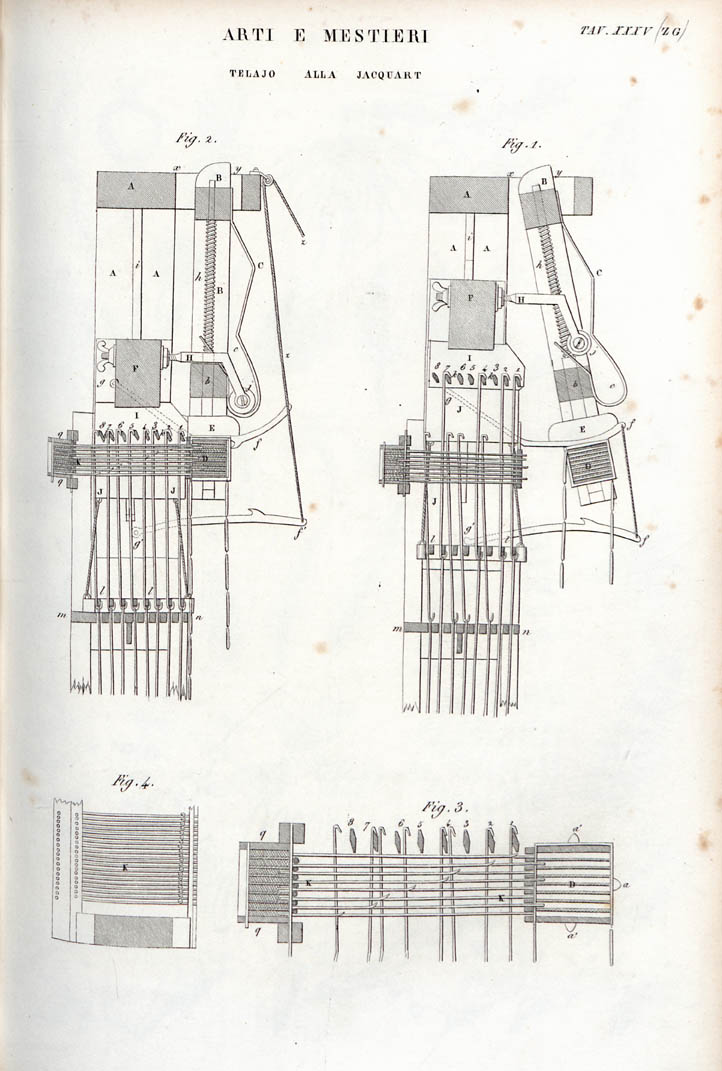
Teler de Jacquard, 1849

Jacquard no va ser el primer a intentar automatitzar el procés de teixit. Al 1725, Basile Bouchon va inventar un accessori per als telers del dibuix que utilitzava una tira ampla del paper perforat per seleccionar els fils de l'ordit que serien aixecats durant l'operació. Específicament, la innovació de Bouchon va implicar una fila de ganxos. La part corbada de cada ganxo enganxava una corda que podia elevar un dels fils, mentre que la porció recta de cada ganxo pressionava contra el paper perforat que s'embolicava al voltant d'un cilindre perforat. Sempre que el ganxo es pressiona contra el paper sòlid, desplaçava el cilindre cap endavant i elevava el fil d'ordit corresponent; Mentre que quan el ganxo es troba amb un forat en el paper, empenyia el cilindre cap endavant permetent que el ganxo llisqués dins el cilindre i que el fil no s'elevés. El teler de Bouchon no va tenir èxit perquè només podia manejar un nombre molt limitat de fils.
Al 1737, un mestre teixidor de seda de Lió, Jean Falcon, havia augmentat el nombre de fils d'ordit que el teler podia manejar automàticament. Va desenvolupar un accessori per a telers en el qual la tira de paper de Bouchon va ser substituïda per una cadena de targetes perforades, el que podria desviar múltiples files de ganxos simultàniament. Igual que Bouchon, Falcon va usar un "cilindre" (en realitat, un tub perforat de quatre costats) per mantenir cada targeta en el seu lloc mentre estava pressionada contra les files de ganxos. El seu teler va tenir un modest èxit; Prop de 40 telers van ser venuts al 1762.
Al 1741, Jacques de Vaucanson, un inventor francès dissenyador de les joguines mecàniques automatitzades, va ser nomenat inspector de fàbriques de seda. Entre 1747 i 1750, va tractar d'automatitzar el mecanisme de Bouchon. En el mecanisme de Vaucanson, els ganxos que anaven a aixecar els fils es seleccionaven mitjançant agulles llargues que es pressionaven contra un full de paper perforat, el qual s'embolicava al voltant d'un cilindre. Específicament, cada ganxo passava a un angle recte a través d'un ullet d'agulla. Quan el cilindre era pressionat contra el conjunt d'agulles, algunes d'aquestes, pressionant contra el paper sòlid, es movien cap endavant, el que al seu torn inclinava els corresponents ganxos. Els ganxos que estaven inclinats no s'elevaven, de manera que els fils d'ordit que estaven enganxats per aquests romandrien en el seu lloc i tot el contrari passava amb aquells ganxos que no estaven inclinats. En posar el seu mecanisme per sobre del teler, Vaucanson va eliminar el complicat sistema de pesos i cordes que s'havien utilitzat per seleccionar quins fils d'ordit havien de ser aixecats durant el teixit. També va afegir un mecanisme de trinquet per avançar el paper perforat cada vegada que el cilindre fos empès contra la fila de ganxos. No obstant això, el teler de Vaucanson no va tenir èxit, probablement perquè, de la mateixa manera que el mecanisme de Bouchon, no podia controlar suficients fils d'ordit per elaborar patrons prou elaborats per justificar el cost del mecanisme.
Per estimular la indústria tèxtil francesa, que competia amb la indústria de la Gran Bretanya, Napoleó Bonaparte va imposar estrictes ordres per controlar la seda de Lió, a partir de 1802. En 1804, a instàncies del comerciant de seda de Lió Gabriel Detilleu, Jacquard va estudiar el teler de Vaucanson, que va ser emmagatzemat al Conservatori d'Arts i Métiers a París. Cap a 1805 Jacquard havia eliminat la tira de paper del mecanisme de Vaucanson i va tornar a utilitzar la cadena de targetes perforades de Falcon.
El teler es va patentar l'any 1804. Mentre que el pare de Joseph-Marie Jacquard no aconseguia fabricar més de deu centímetres de brocat de seda a la setmana, un teler d'aquest tipus en mans expertes produïa seixanta centímetre de brocat a la setmana. El potencial del teler de Jacquard va ser reconegut immediatament. El 12 d'abril de 1805, l'Emperador Napoleó i l'Emperadriu Josephine van visitar Lió i el van poder apreciar. El 15 d'abril d'aquest mateix any, l'emperador va concedir la patent del teler de Jacquard a la ciutat de Lió. A canvi, Jacquard va rebre una pensió vitalícia de 3.000 francs, a més d'una regalia de 50 francs per cada teler que era comprat.

## Relació amb la imatge
El teler de Joseph Marie Jacquard va suposar, a part d'un gran avenç en la indústria tèxtil degut a la seva mecanització, una antecedent fonamental en la codificació d'imatges que gairebé dos segles més tard veuria la llum. La base del teler, les targetes perforades de Jean Falcon eren una prefiguració binària (molt senzilla això sí) de com emmagatzemar imatges, com guardar-ne la informació per a poder-les reproduir a posteriori. Les targetes donaven informació sobre patrons i dibuixos d'una manera fàcil: amb forat o sense; d'aquesta manera s'aconseguien produir en massa les mateixes formes, s'estava copiant una sola imatge. El concepte d'un arxiu d'una fotografia és semblant ja que s'assembla a un teler només que amb molta més informació però al cap i a la fi cada puntada és un píxel. La màquinaria conforma un dels antecedents més antics de la computació i de la generació de "bases de dades" en llenguatge binari.

## Arribada dels telers a Catalunya
No es pot dir una data exacta per a l'arribada dels telers, però és segur que a mitjans de la dècada del 1830, el sistema ja era habitual en telers de cotó. La Junta de Comerç afirmava la generalització de la màquina Jacquard l'any 1842. El teler de Jacquard va ser assumit i utilitzar a les indústries de la llana, el cotó i la seda a finals del segle xix.

## Retrats Jacquard a Catalunya
Catalunya disposa d'una col·lecció d'imatges teixides amb l'enginyeria dels telers de Jacquard creada entre el 1862 i el 1974. Distribuïts entre museus i cases particulars (com ara el Museu d'Història de Sabadell i el Museu de l'Estampació de Premià de Mar) s'hi troben retrats de personatges importants, escènes històriques i reproduccions de quadres. Els retrats, anomenats retrats "artístichs", foren creats per commemorar i publicitar les noves màquines modernitzades de la indústria tèxtil. Aquests, mostren l'adaptació i el perfeccionament de la maquinària de Jacquard a Catalunya.
L'empresari de la seda Benet Malvehy i Piqué fou el primer Català del qual es té constància en teixir un retrat en un teler de Jacquard, es tracta del retrat d'Isabel II, teixit en seda l'any 1862 quan Malvehy tenia 23 anys. El retrat fou donat al FAD per Josep Triadó juntament amb 2 altres retrats de Malvehy.

### Escola Industrial d'Arts i Oficis de Sabadell
A l'Escola Industrial d'Arts i Oficis de Sabadell fou on es crearen més retrats commemoratius. El primer director de l'escola, Narcís Giralt i Sallarès, impulsà la creació de retrats i impartí assignatures com la de tecnologia dels teixits i dibuix aplicat als teixits. Els retrats foren iniciats per demostrar a la pràctica l'ensenyament teòric que s'impartia i posteriorment foren continuats com a tradició pròpia de l'Escola. El material amb el qual foren realitzats era la seda i gràcies a la modernitat de la maquinària de Jacquard varen poder assolir la perfecció tècnica.